# جانيت كروز
جانيت كروز (بالإنجليزية: Janet Cruz )‏ (و. 1956 – م) هي سياسية، من الولايات المتحدة الأمريكية، ولدت في تامبا، فلوريدا، الحزب الديمقراطي الأمريكي.

## مناصب
تولت منصب عضو مجلس النواب فلوريدا.

## التعليم
تعلمت في Hillsborough Community College ‏.